# 霍科羅
霍科羅（西班牙語：Jocoro），是薩爾瓦多的城鎮，位於該國東北部，由莫拉桑省負責管轄，面積63.56平方公里，海拔高度278米，2007年人口10,060，人口密度每平方公里158.28人。
13°37′N 88°01′W / 13.617°N 88.017°W